# 다섯 번째 계절
《다섯 번째 계절》(영어: Bee Season)은 미국에서 제작된 스콧 맥기히와 데이비드 시걸 감독의 2005년 드라마 영화이다. 이 영화는 마일라 골드버그가 2000년에 펴낸 동명 소설을 각색한 것이다. 리처드 기어, 쥘리에트 비노슈 등이 출연하였고, 제작에 앨버트 버거 등이 참여하였다.

## 출연
- 리처드 기어
- 쥘리에트 비노슈
- 플로라 크로스
- 맥스 밍겔라
- 케이트 보즈워스

## 기타 제작진
- 총괄 제작: 페기 라이스키
- 협력 제작: 레이철 허진스, 마이크 토푸지언
- 배역: 로빈 걸런드, 민디 마린
- 미술: 켈리 맥기히
- 의상: 메리 메일린